# Turna Wielka
Turna Wielka, Turna (biał. Турна Вялікая, Turna Wialikaja; ros. Турна Великая, Turna Wielikaja) – agromiasteczko na Białorusi, w rejonie kamienieckim obwodu brzeskiego, w sielsowiecie Widomla, położone przy drodze republikańskiej R83.

## Historia
W 1671 roku w okolicy miejscowości właściciele Czarnawczyc, Radziwiłłowie, wznieśli okazały dwór modrzewiowy, zwany Turna. Obok powstał kompleks parkowy i zwierzyniec. Wygląd tej rezydencji znany jest jedynie z opisu Juliana Ursyna Niemcewicza, a pozostałością jej mogą być ślady założenia parkowego we wsi Turna Mała. Lokalizację obiektu łączy się także z obecnym agromiasteczkiem Turna Wielka.
W okresie zaboru rosyjskiego miejscowość leżała w gminie Turna ujezdu brzeskiego guberni grodzieńskiej.
W dwudziestoleciu międzywojennym Turna należała do gminy wiejskiej Turna w powiecie brzeskim województwa poleskiego.